# Národní olympijský výbor
Národní olympijský výbor (NOV) je organizace, která v konkrétní zemi reprezentuje celosvětové olympijské hnutí. Jednotlivé národní olympijské výbory zodpovídají za účast sportovců na olympijských hrách a rovněž mohou nominovat města nebo oblasti v rámci své působnosti coby kandidáty na pořadatele budoucích olympijských her. NOV také podporují rozvoj sportovců, trenérů a funkcionářů. Na činnost národních olympijských výborů dohlíží Mezinárodní olympijský výbor. 

## Seznam národních olympijských výborů
V lednu 2016 existovalo celkem 206 uznaných národních olympijských výborů:
Evropa (50 NOV):  Albánie,  Andorra,  Arménie,  Ázerbájdžán,  Belgie,  Bělorusko,  Bosna a Hercegovina,  Bulharsko,  Černá Hora,  Česko,  Dánsko,  Estonsko,  Finsko,  Francie,  Gruzie,  Chorvatsko,  Irsko,  Island,  Itálie,  Izrael,  Kosovo,  Kypr,  Lichtenštejnsko,  Litva,  Lotyšsko,  Lucembursko,  Maďarsko,  Severní Makedonie,  Malta,  Moldavsko,  Monako,  Německo,  Nizozemsko,  Norsko,  Polsko,  Portugalsko,  Rakousko,  Rumunsko,  Rusko,  Řecko,  San Marino,  Slovinsko,  Slovensko,  Spojené království,  Srbsko,  Španělsko,  Švédsko,  Švýcarsko,  Turecko,  Ukrajina.
Afrika (54 NOV):  Alžírsko,  Angola,  Benin,  Botswana,  Burkina Faso,  Burundi,  Čad,  Demokratická republika Kongo,  Džibutsko,  Egypt,  Eritrea,  Etiopie,  Gabon,  Gambie,  Ghana,  Guinea,  Guinea-Bissau,  Jihoafrická republika,  Jižní Súdán,  Kamerun,  Kapverdy,  Keňa,  Komory,  Kongo,  Lesotho,  Libérie,  Libye,  Madagaskar,  Malawi,  Mali,  Maroko,  Mauricius,  Mauritánie,  Mosambik,  Namibie,  Niger,  Nigérie,  Pobřeží slonoviny,  Rovníková Guinea,  Rwanda,  Senegal,  Seychely,  Sierra Leone,  Somálsko,  Středoafrická republika,  Súdán,  Svatý Tomáš a Princův ostrov,  Svazijsko,  Tanzanie,  Togo,  Tunisko,  Uganda,  Zambie,  Zimbabwe.
Amerika (41 NOV):  Americké Panenské ostrovy,  Antigua a Barbuda,  Argentina,  Aruba,  Bahamy,  Barbados,  Belize,  Bermudy,  Bolívie,  Brazílie,  Britské Panenské ostrovy,  Dominika,  Dominikánská republika,  Ekvádor,  Grenada,  Guatemala,  Guyana,  Haiti,  Honduras,  Chile,  Jamajka,  Kajmanské ostrovy,  Kanada,  Kolumbie,  Kostarika,  Kuba,  Mexiko,  Nikaragua,  Panama,  Paraguay,  Peru,  Portoriko,  Salvador,  Spojené státy americké,  Surinam,  Svatá Lucie,  Svatý Kryštof a Nevis,  Svatý Vincenc a Grenadiny,  Trinidad a Tobago,  Uruguay,  Venezuela.
Asie (44 NOV):  Afghánistán,  Bahrajn,  Bangladéš,  Bhútán,  Brunej,  Čína,  Filipíny,  Hongkong,  Indie,  Indonésie,  Irák,  Írán,  Japonsko,  Jemen,  Jižní Korea,  Jordánsko,  Kambodža,  Katar,  Kazachstán,  Kuvajt,  Kyrgyzstán,  Laos,  Libanon,  Malajsie,  Maledivy,  Mongolsko,  Myanmar,  Nepál,  Omán,  Pákistán,  Palestinská autonomie,  Saúdská Arábie,  Severní Korea,  Singapur,  Spojené arabské emiráty,  Sýrie,  Srí Lanka,  Tádžikistán,  Thajsko,  Tchaj-wan,  Turkmenistán,  Uzbekistán,  Vietnam,  Východní Timor.
Oceánie (17 NOV):  Americká Samoa,  Austrálie,  Cookovy ostrovy,  Fidži,  Guam,  Kiribati,  Marshallovy ostrovy,  Mikronésie,  Nauru,  Nový Zéland,  Palau,  Papua Nová Guinea,  Samoa,  Šalomounovy ostrovy,  Tonga,  Tuvalu,  Vanuatu.

## Neuznané národní olympijské výbory
Sportovní a olympijský výbor Macaa – od svého založení v roce 1987 se snaží zaregistrovat do Mezinárodního olympijského výboru, ale stále není oficiálně uznán a proto se pod názvem  Macao žádný sportovec olympijských her nezúčastnil.
 Faerské ostrovy soutěžily na paralympijských hrách, ne však na samotných olympijských hrách.
Další existující země/regiony:  Abcházie, Američtí Indiáni,  Anguilla,  Francouzská Polynésie,  Gibraltar,  Katalánsko,  Kurdistán,  Montserrat,  Niue,  Nová Kaledonie,  Severní Mariany,  Severokyperská turecká republika,  Somaliland,  Turks a Caicos.